# Hugo Chastanet
Pour les articles homonymes, voir Hugo et Chastanet.
Hugo Chastanet, qui signe sous le nom de Hugo, est un chanteur, guitariste, bassiste français né en 1965 à Alger.

## Biographie
Son père, Jean Chastanet, fut contrebassiste à l'Orchestre de Paris des années 1960 aux années 1990. 
Il définit ses chansons comme « pop, ultra mélodiques, aux textes étranges et symbolistes ». 
Surtout connu pour ses titres La Nacelle et Les Photos parus en 1996 sur l'album La Formule, il part en tournée, réalisant la première partie de Pascal Obispo pour 45 concerts en France et en Belgique.  
En 2001, à la demande du label XIIIbis, il reprend à sa façon Goodbye Marylou, sur l'anthologie hommage à Michel Polnareff, A Tribute to Polnareff.  
C'est en 2005 qu'il revient avec La Nuit des balancoires, un second album à la pochette dessinée par Charles Berberian, coproduit avec Thierry Bélia (Variety lab) et Jérôme Didelot (Orwell), et Alexandre Longo (Cascadeur) toujours sur le label Crammed. 
En 2014 il publie son 3e album L'Homme du soir sur le label belge Hot Puma Records géré par Sergio Taronna, l'homme étant très actif sur la scène locale permet à Hugo de se produire à plusieurs reprises dans le pays.
Début 2015 Hugo est à l'honneur de la télévision belge pour l'émission D6bels on stage, il s'y produit en live avec son groupe composé de musiciens belges et y est interviewé par Quentin Mosiman le présentateur de l'émission ancien de The Voice Belgique.
Il se produit aux Francofolies de Spa le 20 juillet 2015 pour une affiche spéciale La Fête à Hugo avec Sacha Toorop et Perry Rose entre autres .
L'année suivante sort son 4ème album Avalanche sur lequel on remarque notamment Hey mon ami, enregistré en duo avec Romain Guerret, chanteur du groupe pop "ligne claire" Aline, ainsi que Michel D., chanson hommage à Michel Delpech.
En 2020, à la suite du premier confinement, il publie son 5ème album Dix chansons naturelles et sauvages, disque acoustique enregistré seul à la maison. Pour la première fois, l'album sort sous son nom complet Hugo Chastanet.